# Emilije Papinijan
Emilije Papinijan (lat. Aemillius Papinianus) 142-212 n.e. je bio slavni rimski pravnik, pravobranilac (advocatus fisci) a kasnije i pretorijanski prefekt.
Poreklom je iz Sirije. Pripadao je tzv. Senatu mrtvih koji su pored njega činili još Paul, Gaj, Modestin i Ulpijan. Smatra se najvećim pravnikom i „ocem svih pravnika“. Njegovi učenici bili su Ulpijan i Paul.

## Život
O Papinijanu se malo zna. Bio je sirijskog porijekla i rodom iz Emese, jer se kaže da je bio drugi rođak žene Seprimija Severa, Julije Domne, koja je bila član dinastije Emesene. 
Jedan izvor ga prikazuje kao sljedbenika kazuistike Kvinta Svervidija Scevole, dok drugi pokazuje da je bio njegov učenik. Podudaran (ali sumnjiv) odlomak u Avgustovoj istoriji tvrdi da je studirao pravo sa Severom pod Scevolom.
Papinijan je bio blizak prijatelj cara Severa i pratio ga je u Britaniju tokom 207. godine gdje je služio u forumu Jorka kao odgovor na škotske pobunjenike. On je u jednom trenutku promovisan u pravobranilac (advocatus fisci), majstor peticija i magister libellorum od strane Severa. Takođe je služio kao blagajnik i pretorijanski prefekt.

## Djela
Veliki dio njegovog rada je izgubljen, jer ono što je sačuvano malo u poređenju sa drugim pravnicima kao što su Ulpijan i Paul. Glavna njegova djela su: Questiones u 37 knjiga, Responsa u 19 knjiga, Definitiones u 2 knjige, De Adulteris i ostala djela, od kojih je najkraća Αστυνόμικος koja je bila priručnik o dužnostima povjerenika za ulice i mostove.

### Literatura
- Smith, William. Dictionary of Greek and Roman biography and mythology, Volume 3. C. C. Little and J. Brown; [etc., etc.], 1849. Приступљено 8. 4. 2012.
- Charles Phineas Sherman. Roman law in the modern world, Volume 1. New Haven Law Book Co., 1922. Приступљено 8. 4. 2012.
- Hitti, Philip K. (2004). History of Syria: including Lebanon and Palestine. Gorgias Press LLC. стр. 326. ISBN 978-1-59333-119-1.